# Tomislav Gabrić
Tomislav Gabrić, né le 17 août 1995, à Sibenik (Croatie), est un joueur professionnel croate de basket-ball. Il évolue au poste d'ailier.

## Biographie
Il signe le 20 juillet 2021 pour l'Élan Chalon, club français de deuxième division.
En juillet 2024, il signe un contrat d'une saison à l'Orléans Loiret Basket en Pro B dans le championnat de France. En juin 2025, il prolonge son contrat d'une saison supplémentaire.

## Palmarès
Avec l'équipe de Croatie : 
- Champion d'Europe U16 : 2011
- Champion d'Europe U18 : 2012
- Troisième du Championnat du monde U17 : 2012
- Finaliste du Championnat d'Europe U18 : 2013

 Orléans Loiret Basket : 
- Vainqueur de : Leaders Cup de Pro B 2025
- MVP des finales : Leaders Cup de Pro B 2025